# 페렌티노
페렌티노(이탈리아어: Ferentino)는 이탈리아 라치오주 프로시노네도에 위치한 코무네다. 로마로부터 남동쪽 65km 거리에 있다.

## 자매 도시
- 러시아 예카테린부르크
- 이탈리아 산세베리노마르케
- 미국 록퍼드